# Movimiento por la Libertad y los Derechos del Pueblo
El Movimiento por la libertad y los derechos del pueblo (自由民権運動 Jiyū Minken Undō?) fue un movimiento político y social japonés a favor de la democracia durante la década de 1880.
Perseguía la formación de un poder legislativo electo, la revisión de los Tratados desiguales con Estados Unidos y los países europeos, la institución de los Derechos civiles y la reducción de los impuestos centralizados. Este movimiento indujo al Gobierno Meiji a establecer una constitución en 1889 y una dieta en 1890; por otro lado, fracasó en su intento de reducir el control por parte del gobierno central, y sus demandas en pos de una democracia real no fueron escuchadas, permaneciendo el poder en manos de la Oligarquía Meiji. Esto sucedió debido a que, entre otras muchas limitaciones, la Constitución Meiji solo permitía el derecho a voto a aquellos que pagasen una cuantiosa suma en impuestos sobre la propiedad, como resultado de la Reforma del Impuesto de Tierras de 1873.

## Personas relacionadas
- Itagaki Taisuke
- Ōkuma Shigenobu
- Gotō Shōjirō
- Ueki Emori
- Etō Shimpei
- Soejima Taneomi
- Ōi Kentarō
- Naitō Roichi
- Nakae Chōmin
- Tokutomi Sohō
- Inoue Kaoru
- Ido Reizan
- Fukuda Hideko
- Chiba Takusaburō